# 4 de maig
El 4 de maig és el cent vint-i-quatrè dia de l'any del calendari gregorià i el cent vint-i-cinquè en els anys de traspàs. Queden 241 dies per finalitzar l'any.

## Esdeveniments
Països Catalans
- 1704, Lisboa, Regne de Portugal: Hi desembarca l'arxiduc Carles d'Àustria, amb la qual cosa comença la Guerra de Successió.
- 1707, Bunyol, Foia de Bunyol: Les tropes borbòniques ocupen la vila, guerra de Successió).
- 1773, Barcelona: S'hi esdevé l'Avalot de les quintes, una protesta contra les lleves abusives, i seguit després pels Rebomboris del pa, una de les causes de la Guerra dels Matiners.
- 1814, València: Ferran VII d'Espanya proclama un decret pel qual es restableix l'absolutisme i es nega validesa a l'obra constitucional de les Corts de Cadis.[1]
- 1879, Barcelona: S'hi publica el primer número del Diari Català, el primer diari escrit íntegrament en català.[2]
- 1884, Sant Martí de Provençals (Barcelona): Publicació del primer número de L'Arc de Sant Martí (o també L'Arch de Sant Martí). Se subtitulava "Periòdic polític defensor dels interessos morals i materials del país".[3]
- 1965, Esplugues de Llobregat: Joan Manuel Serrat debuta al centre cultural L'Avenç, actual Teatre Joan Brillas, d'Esplugues de Llobregat, acompanyat de Remei Margarit i Joan Ramon Bonet, pocs dies després d'integrar-se a Els Setze Jutges.[4]
- 2024: El FC Barcelona suma la seva novena Lliga F, la cinquena consecutiva.[5]

Resta del món
- 813, eclipsi solar visible a Adrianòpolis.[6]
- 1589, La Corunya, Galícia: el corsari anglès Francis Drake comença el seu pla d'atac contra la ciutat.
- 1640: Reacció violenta a Escòcia per la rigorosa observança del culte anglicà propugnat per Carles I d'Anglaterra, que el conduí pressionat pels presbiterians escocesos a convocar el Parlament.
- 1675, Greenwich, Sussex, Regne d'Anglaterra: el rei Carles II ordena que s'hi construeixi el Reial Observatori de Greenwich.
- 1803: Els Estats Units compren el territori de Louisiana a França.
- 1886, Chicago: Ocorre la Revolta de Haymarket, fet històric del moviment obrer on es reivindicà la jornada laboral de vuit hores. D'aquí sortiren els anomenats “Màrtirs de Chicago” i la commemoració del Primer de Maig.[7]
- 1904: Comença la construcció del Canal de Panamà
- 1916, Presó de Kilmainham, Dublín: Joseph Plunkett, William Pearse, Edward Daly i Michael O'Hanrahan són afusellats per la seva participació en l'Alçament de Pasqua.
- 1919, Pequín (Xina): Moviment del Quatre de Maig (xinès tradicional: 五四運動, xinès simplificat: 五四运动, pinyin: Wǔ Sì Yùndòng) va ser un moviment social xinès, sorgit arran de les protestes dels estudiants en la Plaça de Tian'anmen de Pequín.[8]
- 1924, París (França): Comencen el Jocs Olímpics d'Estiu de 1924, en què van participar 3.089 atletes.[9]
- 1949: Accident aeri de Superga en el qual morí gran part de la plantilla del Torino Football Club coneguda com a Grande Torino.[10]
- 1979, Madrid, Espanya: s'hi constitueix del Senat per primera vegada després del franquisme.
- 1979, Regne Unit: el Parlament nomena Margaret Thatcher cap del govern. Serà la primera dona que ocupa aquest càrrec.
- 1994, Oslo, Noruega: Se signen els Acords d'Oslo entre Isaac Rabin (primer ministre d'Israel) i Iàssir Arafat (representant de l'Organització per a l'Alliberament de Palestina) per la creació de l'Autoritat Nacional Palestina, amb poders limitats a la Franja de Gaza i Jericó (posteriorment ampliats a tota Cisjordània).

## Naixements
Països Catalans
- 1757, Énguera, la Canal de Navarrés: Manuel Tolsà, arquitecte i escultor valencià neoclàssic[11]
- 1818, Vilafranca del Penedès: Manuel Milà i Fontanals, filòleg, erudit i escriptor català[12]
- 1864, Campanet, Mallorca: Miquel dels Sants Oliver i Tolrà, periodista i escriptor mallorquí[13]
- 1884, Sabadell: Lluís Carreras i Mas, clergue, escriptor, periodista català[14]
- 1898, Barcelona: Just Cabot i Ribot, escriptor i periodista català[15]
- 1914, Barcelona: Montserrat Mussons i Artigas, bibliotecària especialitzada en revistes i escriptora barcelonina
- 1921, Barcelona: Ricard Palmerola, radiofonista i actor de doblatge català.[16]
- 1954, Constantí, Tarragonès: Muntsa Alcañiz, actriu i professora d'interpretació de l'Institut del Teatre; Premi Margarida Xirgu 1985.[17]
- 1981, Barcelona: Jordi Graupera i Garcia-Milà, periodista i filòsof.

Resta del món
- 1611, Roma: Carlo Rainaldi, arquitecte italià del període Barroc[18]
- 1622: Juan de Valdés Leal, pintor[19]
- 1655, Pàdua, Itàlia: Bartolomeo Cristofori, constructor d'instruments musicals italià, reconegut per inventat el piano[20]
- 1744, Viena: Marianne von Martinez, compositora, pianista i cantant austríaca[21]
- 1772, Dortmund (Sacre Imperi): Friedrich Arnold Brockhaus, editor alemany[22]
- 1781, Weissenfels: Carl Gotthelf Glaeser, músic prussià.
- 1852, Westminster, Londres: Alice Liddell, inspirà el conte clàssic per a xiquets Alícia en terra de meravelles, de Lewis Carroll
- 1854, Madrid: María Tubau, actriu espanyola[23]
- 1859, Madrid: Julia de Asensi y Laiglesia, escriptora espanyola del Romanticisme, periodista i traductora[24]
- 1865, Europa: Henry Christy, etnòleg anglès
- 1875, Vitòria, Espanya: Ramiro de Maeztu, escriptor[25]
- 1883, Sanshui,província de Guangdong, Xina: Wang Jingwei, polític xinès[8]
- 1924, Briansk, URSS: Tatiana Nikolàieva, pianista, compositora i professora russa[26]
- 1925, Johannesburg: Ruth First, activista anti-apartheid sud-africana[27]
- 1928, al-Minufiyah, Egipte: Hosni Mubàrak, president d'Egipte (1981-2011)[28]
- 1929, Brussel·les, Bèlgica: Audrey Hepburn, actriu d'origen europeu que treballà als EUA
- 1930, Nova York: Roberta Peters, soprano novaiorquesa
- 1934, Leningrad: Tatiana Samóilova, actriu soviètica i russa[29]
- 1939, Jerusalem, Israel: Amos Oz, escriptor, periodista i pacifista israelià, Premi Internacional Catalunya del 2004.[30]
- 1947, City of DeKalb, Illinois, Estats Units: Richard Jenkins, actor estatunidenc.
- 1951, París, França: Gérard Jugnot, actor, director, guionista i productor de cinema.
- 1956, Frankfurt del Main, Alemanya Occidental: Ulrike Meyfarth. atleta alemanya, una de les millors saltadores d'alçada de la història.[31]
- 1958, Reading, Pennsilvània: Keith Haring, artista i activista social nord-americà[32]
- 1959 - Kisa, Suècia: Inger Nilsson, actriu sueca, coneguda pel seu paper de protagonista a la sèrie Pippi Långstrump.[33]
- 1968, Lió, França: Éric Vuillard, escriptor francès, Premi Goncourt del 2017.[34]
- 1972: Mike Dirnt, músic de rock, Green Day.[35]
- 1979: Lance Bass, músic de pop.[36]
- 1994: Alexander Gould, actor, Buscant en Nemo.[37]

## Necrològiques
Països Catalans
- 1945 - Barcelona: Joan Baptista Lambert i Caminal, compositor, director d'orquestra i pedagog català (n. 1884).[38]
- 1984 - València: María Lacunza Ezcurra, primera advocada navarresa (n. 1900).[39]
- 2018 - Barcelona: Montserrat Trueta i Llacuna, activista social catalana (n. 1932).[40]

Resta del món
- 1678 - Wiuwert, Frísia: Anna Maria van Schurman, pintora, gravadora, poeta i erudita germanoholandesa (n. 1607).[41]
- 1725 - Ginebra: François Poullain de La Barre, va ser un escriptor, filòsof cartesià i feminista (n. 1647).
- 1799 - Seringapatam (Índia): Tipu Sultan, també conegut amb el nom de Tipu Sahib sultà de Mysore a partir de 1782 i un dels principals opositors a la instal·lació del poder britànic a l'Índia (n. 1749).[42]
- 1912 - Baltimore, Maryland: Nettie Stevens, avançada genetista nord-americana, impulsora de la genètica moderna (n. 1861).[43]
- 1924 - New Romney, Kent, Regne Unit: Edith Nesbit, escriptora anglesa, pionera de la literatura fantàstica juvenil (n. 1858).[44]
- 1932 - Madrid, Espanya: José Mardones, baix operístic basc (n. 1868).
- 1937 - Noel de Medeiros Rosa, músic brasiler.[45]
- 1938
  - Berlín: Carl von Ossietzky, escriptor i pacifista alemany, premi Nobel de la Pau el 1935 (n. 1889).[46]
  - Kobe: Jigoro Kano, artista marcial japonès i fundador del Kodokan Judo.
- 1943 - Pollone, Biella: Cesira Ferrani, soprano italiana (n. 1863).[47]
- 1949 - Valentino Mazzola, futbolista (n. 1919).[48]
- 1955 - París, França: George Enescu, violinista, pianista, pedagog musical i director d'orquestra romanès (n. 1881).[49]
- 1962 - Cambridge, Anglaterra: Cécile Vogt, neuròloga, que contribuí a la recerca sobre el tàlem cerebral (n. 1875).[50]
- 1966 - Lió, França: Edmond Locard, criminòleg i metge forense.
- 1966 - Canes, França: Amédée Ozenfant, pintor i escriptor francès, cofundador del purisme (n. 1886).[51]
- 1972 - Princeton, Nova Jersey (EUA): Edward Calvin Kendall, químic nord-americà, Premi Nobel de Medicina o Fisiologia de l'any 1950 (n. 1886).[52]
- 1973 - Màlaga, Andalusia: Jane Bowles, escriptora nord-americana (n. 1917).[53]
- 1980 - Ljubljana, Eslovènia: Josip Broz, conegut com a Tito, militar i polític croata, president de la República Federal Socialista de Iugoslàvia.[54]
- 2006 - Amsterdam: Karel Appel, pintor i escultor neerlandès.
- 2013 - Grez-Doiceau, (Bèlgica): Christian de Duve, bioquímic belga, Premi Nobel de Medicina o Fisiologia de l'any 1974 (n. 1917).[55]
- 2014 - Moscou: Tatiana Samóilova, actriu soviètica i russa (n. 1934).[29]

## Festes i commemoracions
- Dia Nacional del Jovent a la República Popular de la Xina[56]
- Dodenherdenking (Record de la Segona Guerra Mundial) als Països Baixos[57]
- Dia de la guerra de les galàxies a tot el món.
- Santoral:
  - Sant Ciríac de Jerusalem,[58] màrtir i patró dels Crucífers d'Itàlia.
  - Santa Antònia, màrtir.[59]
  - Sant Florià, màrtir.[59]
  - Lupí de Carcassona, bisbe.
  - Geronci d'Hagetmau, màrtir.
  - Màrtirs d'Anglaterra i Gal·les.
  - Màrtirs Cartoixans de Londres.
  - Sant Papa Alexandre I, papa martiritzat amb Evenci i Teòdul els seus preveres.[60]
  - Sant Gotard, bisbe i confessor.[59]
  - Sant Porfiri, prevere i màrtir.[59]
  - Sant Silvà, bisbe i màrtir.[59]
  - Santa Pelàgia, verge i màrtir.[59]
  - Sant Paulí, màrtir.[59]
  - Santa Mònica d'Hipona, mare de sant Agustí d'Hipona.[61]
  - Sant Veneri, bisbe i confessor.[61]
  - Sant Sacerdot de Llemotges, bisbe i confessor.[61]